# Michael Dingsdag
Michael Christian Dingsdag (* 18. Oktober 1982 in Amsterdam) ist ein ehemaliger niederländischer Fußballspieler, der von 2010 bis 2013 in der Raiffeisen Super League beim FC Sion spielte. Zuletzt stand der Innenverteidiger bei NAC Breda unter Vertrag.

## Erfolge
- KNVB-Pokal 2008/09: Sieger mit dem SC Heerenveen
- Schweizer Cup 2010/11: Sieger mit dem FC Sion